# John Wesley Hyatt
John Wesley Hyatt (født 28. november 1837, død 10. maj 1920) var en amerikansk opfinder, der registrerede mere end 200 patenter. 
Hyatt er nok mest kendt for i 1868 at have udviklet en billig erstatning for elfenben til billardkugler. Materialet, det første syntetiske plastik, kaldte han celluloid.